# Bifusella cunninghamiicola
Bifusella cunninghamiicola är en svampart som beskrevs av Korf & Ogimi 1972. Bifusella cunninghamiicola ingår i släktet Bifusella och familjen Rhytismataceae.   Inga underarter finns listade i Catalogue of Life.